# Liste von Werken deutsch-jüdischer Orgelmusik
Dies ist eine Liste von Werken deutsch-jüdischer Orgelmusik.

## Liste
- Louis Lewandowski (1821–1894) Fünf Fest-Präludien, Op. 37
- Hugo Schwantzer (1829–1886) Praeludium zur Einweihung der neuen Synagoge zu Berlin, Op. 19.
- David Nowakowsky (1848–1921) Preludium zum Abend am Purimfest
- Joseph Sulzer (1850–1926) Vier Präludien, Op. 10
- Ludwig Mendelssohn, Kol Nidre, op. 99a
- Eduard Birnbaum (1855–1920) Fünf Präludien zum Priestersegen
- Ernst August Beyer (1868 – um 1943) Praeludium und Fuge über synagogale Melodien
- Siegfried Würzburger (1877–1942) Passacaglia und Fuge über „Kol Nidre“
- Arno Nadel (1878–1943) Passacaglia über „Wadonaj pakad ess ssarah.“
- Max Wolff (1885–1954) Prelude, organ.
- Heinrich Schalit (1886–1976) Prelude, organ.
- Hugo Chaim Adler (1894–1955) (Hugo Chayim) Meditation.
- Hans Samuel (1901–1976) Variations in canonic style on „Aḥot ketanah“